# Ковальов Олександр Єгорович
Олександр Єгорович Ковальов (нар. 3 вересня 1948, с. Гірки Новгород-Сіверського району на Чернігівщині) — український художник та педагог, доцент (1975), «Заслужений працівник народної освіти України» (1998), засновник центру народознавства «Калинові криниці» у Глухівському національному педагогічному університеті імені Олександра Довженка.

## Життєпис
Олександр Ковальов народився 3 вересня 1948 року в селі Гірки Новгород-Сіверського району на Чернігівщині. Після закінчення семирічки в рідному селі вступив до училища декоративно-прикладного мистецтва № 14 у м. Івано-Франкове Львівської області. Одержавши диплом він у 1966—1967 навчальному році працював учителем образотворчого мистецтва та праці у Камській восьмирічній школі Чернігівської області. Потім переїхав до Сосниці, де був призначений учителем малювання та на осінь був призваний до лав Збройних Сил. У серпні 1969 року він вступив на художньо-графічний факультет Одеського державного педагогічного інституту імені К. Д. Ушинського. 1973 року закінчив цей виш за спеціальністю «Образотворче мистецтво» та одержав кваліфікацію вчитель образотворчого мистецтва та креслення та одержав лист-направлення до Глухівського державного педагогічного інституту.
Перші роки молодого викладача припали на активну підготовку до 100-річчя глухівського педагогічного вишу. За його ескізом було розроблено ювілейний значок, а Глухівський райком КПУ нагородив Грамотою. Вже наступного року одержав Почесну грамоту від Республіканського дому самодіяльної творчості. У 1978 році обійняв посаду старшого викладача кафедри педагогіки. А також в цей час, з 1977 по 1980-й щороку та ще у 1984 та 1986 роках нагороджувався Почесною грамотою Глухівського державного педагогічного інституту. У 1982 та 1984 роках були Диплом та Почесна грамота Сумської обласної ради профспілок. У 1985 році Олександр Ковальов був відзначений відомчою нагородою міністерства освіти Української РСР «Відмінник народної освіти України». В період з 1985 по 1991 рік художник був учасником дев'яти республіканських художніх виставок «Людина і світ» у Києві під егідою дирекції виставок Спілки художників України. Зокрема, за картину «Щастя» був відзначений Почесною грамотою оргкомітету Республіканської художньої виставки, присвяченої 40-річчю Великої Перемоги. На основі його досліджень і методичних розробок в Глухівському педагогічному інституті було створено центр народознавства «Калинові криниці». Над експозиціями працювали історики і краєзнавці, філологи і художники університету під керівництвом Олександра Ковальова.
З грудня 1995 року О. Ковальов — доцент кафедри естетичного виховання. 1998 року художнику та викладачу було присвоєне вчене звання доцента та Почесне звання «Заслужений працівник народної освіти України». У лютому цього року обійняв посаду завідувача кафедри естетичного виховання, а у 2001 році перейшов на викладацьку діяльність доцента кафедри педагогічної творчості. Викладач та художник в 1999 році призначався членом журі Всеукраїнського конкурсу в номінації «Образотворче мистецтво», «Учитель року-99» у місті Севастополь, також наступного року Міністерством освіти і науки України був призначений головою державної екзаменаційної комісії Барського педагогічного училища на Вінниччині. У 2004 році Олександра Ковальова відзначили Почесною грамотою Президії Українського фонду культури. 2007 року увійшов до Спілки дизайнерів України. Також цього року був нагороджений Дипломом ІІ ступеня організаційного комітету Всеукраїнської виставки-форуму книги. Двічі його діяльність була відзначена Національною академією педагогічних наук України: у 2009 році Грамотою, а через п'ять років — Подякою Президента НАПНУ Василя Кременя. Саме з 2009 року Олександр Ковальов продовжує обіймати посаду доцента кафедри теорії і методики початкової освіти
2018 року художник на міжнародній виставці «Квітуча Україна» був відзначений Диплом І ступеня. Також цього року, він як керівник проєкту став переможцем Х Міжнародного конкурсу молодих дизайнерів «Україна квітуча 2018», одержавши диплом І ступеня Міністерства освіти і науки України. Ще тоді він був учасником художньої республіканської виставки «Барви України» у Києві, а в 2021 році — виставки декоративно-ужиткового мистецтва «У барвистім вінку з хлібом на рушнику» в рамках обласного фестивалю народної творчості «З любов'ю до тебе, рідний краю!», присвяченої 30-й річниці незалежності України.

## Творчість
Олександр Ковальов — учасник понад 50 міських, обласних, усеукраїнських та міжнародних художніх виставок творів декоративно-прикладного мистецтва. Окрім того, він є автором понад 30 наукових праць та автором навчально-методичних посібників з грифом Міністерства освіти і науки України. Першим в 1997 році постала «Методика викладання декоративного мистецтва у початковій школі». Також з-під пера вченого та митця вийшли навчально-методичні посібники «Декоративно-прикладне мистецтво у школі. 1-7 класи» (2006), «Образотворче мистецтво у школі» (2019) та 300-сторінковий «Малюнок з натури, декоративний малюнок, тематичний малюнок, бесіда».

## Перелік публікацій
Навчально-методичні видання
- 1997 р. — Навчальний посібник «Методика викладання декоративного мистецтва у початковій школі». Суми: ВВП «Мрія-І» ЛТД. 1997. — 204 с.
- 2006 р. — Навчальний посібник "Декоративно-прикладне мистецтво в школі 1-7 кл. Суми: ВТД «Університетська книга». 2006. — 144 с.
- 2019 р. — Навчальний посібник "Образотворче мистецтво в школі 1-7 кл. Суми: ВТД «Університетська книга», 2019. 389 с.

Статті опубліковані у фахових наукових виданнях України
- Ковальов О., Ковальова Н. Унікальні мистецькі осередки Сумщини. «Етнодизайн: Європейський вектор розвитку і національний контекст». Кн. 2: зб. наук. праць. (редкол: гол. ред. М. І. Степаненко, упоряд. і відп. ред.. Є. А. Антонович, В. П. Титаренко та ін. — Полтава: ПНПУ імені В. Г. Короленка, 2015. С. 304—308.
- Ковальов О. Історичні етномистецькі традиції в творах декоративно-прикладного мистецтва Сіверщини. «Сіверщина в історії України». Збірник наукових праць. Випуск № 9. Київ-Глухів, 2016 № 9. С. 497—502.
- Ковальов О., Мірошниченко Н. Вивчення творів декоративного мистецтва Сіверщини як складова професійної підготовки учителя образотворчого мистецтва. Етнодизайн у контексті українського національного відродження та європейської інтеграції. Кн. 1: зб. наук. праць / редкол.: гол. ред. М. І. Степаненко, упоряд. і відп. ред. Є. А. Антонович, В. П. Титаренко та ін. Полтава: ПНПУ ім. В. Г. Короленка, 2018. С. 348—353.
- Ковальов О. Є. З історії розвитку мистецтва витинанки. Сіверщина в історії України: збірник наукових праць. Випуск № 11, Глухів-Київ, 2018. С. 369—373.
- Ковальов О. Є. З історії семантики ромбічного орнаменту у творчості майстрів декоративного мистецтва Сіверщини // Сіверщина в історії України: збірник наукових праць. Випуск № 12. Глухів-Київ 2019, С. 370—376.
- Ковальов О. Є. А. Лосенко — ректор імператорської академії мистецтв Росії XVIII століття // зб. наук. праць «Сіверщина в історії України». Випуск № 13, Київ-Глухів, 2020. С. 151—155.
- Ковальов О. Є., Мірошниченко Н. О. Графіка у творчості класика українського образотворчого мистецтва Георгія Нарбута // «Сіверщина в історії України»: Збірник наукових праць. Випуск № 14. Ніжин, 2021. С. 215—218.

## Родина
Дружина — Олександра Василівна, донька — Надія, син — Олександр.